# Podgrupa Drogi Mlecznej
Podgrupa Drogi Mlecznej – jedna z czterech podgrup galaktyk Grupy Lokalnej, zawierająca Drogę Mleczną.
Podgrupa Drogi Mlecznej zawiera naszą galaktykę i jej galaktyki satelitarne: dwa Obłoki Magellana, nieregularną karłowatą Leo A (która może jednak należeć do podgrupy NGC 3109) oraz przeszło 20 karłowatych sferoidalnych, m.in. Karzeł Rzeźbiarza, Karzeł Feniksa, Karzeł Pieca, Karzeł Kila, Lew I, Karzeł Sekstantu, Lew II, Karzeł Małej Niedźwiedzicy, Karzeł Smoka i SagDEG.